# Schizocosa semiargentea
Schizocosa semiargentea là một loài nhện trong họ Lycosidae.
Loài này thuộc chi Schizocosa. Schizocosa semiargentea được Eugène Simon miêu tả năm 1898.